# Ring Knutstorp
Ring Knutstorp er en racerbane i Kågeröd, Sverige. Banen blev bygget i 1963 og blev i 1970 udvidet til sin nuværende form. Banen er 2.079 km lang. Der afvikles Scandinavian Touring Car Championship. 

## Eksterne links
- Official Site

55°59′15″N 13°6′53″Ø / 55.98750°N 13.11472°Ø